# 팬케이크

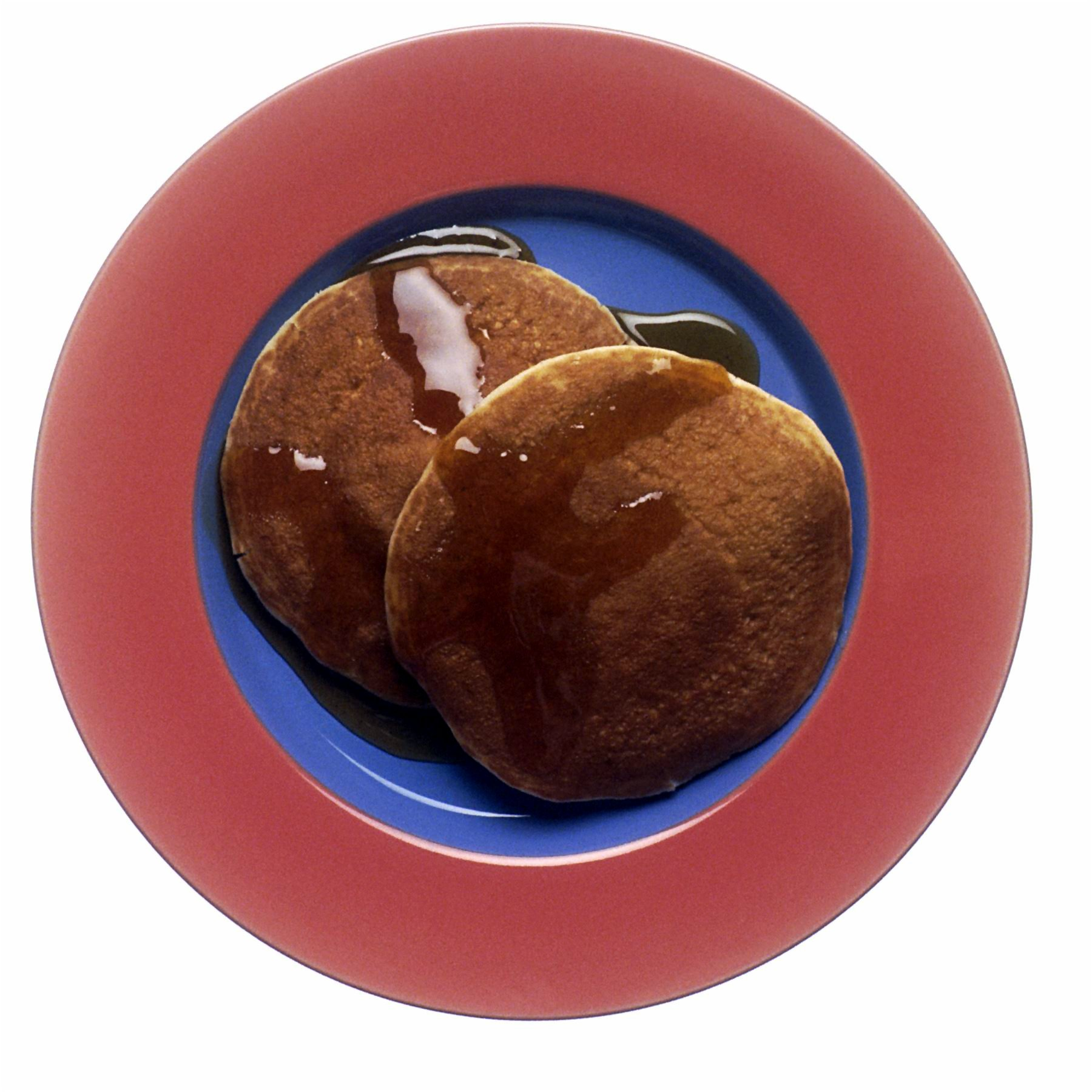
메이플 시럽을 곁들인 팬케이크

팬케이크(pancake)는 납작한 빵의 일종으로, 달게 만든 반죽물을 뜨거운 석쇠 위나 프라이팬으로 구워 만든다. 팬케이크는 수많은 지역 요리에 따라 다양한 형태의 변형이 있다. 일부 팬케이크는 이스트로 팽창을 촉진시키거나, 발효한 반죽물을 이용해서 만들지만, 거의 대부분의 팬케이크는 금방 만들 수 있는 빵이다.
와플은 팬케이크에 비해 달걀이 더 많이 들어가며, 전용팬인 와플팬으로 굽는다. 또한 시럽을 끼얹는다는 점에서도 팬케이크는 와플과 차이가 있다. 브레통 갈레트를 제외하고 대부분의 팬케이크는 조리과정에서 한 번에 한 면을 구운 뒤, 뒤집어서 조리한다.

## 지역별 팬케이크

### 아메리카

#### 미국, 캐나다

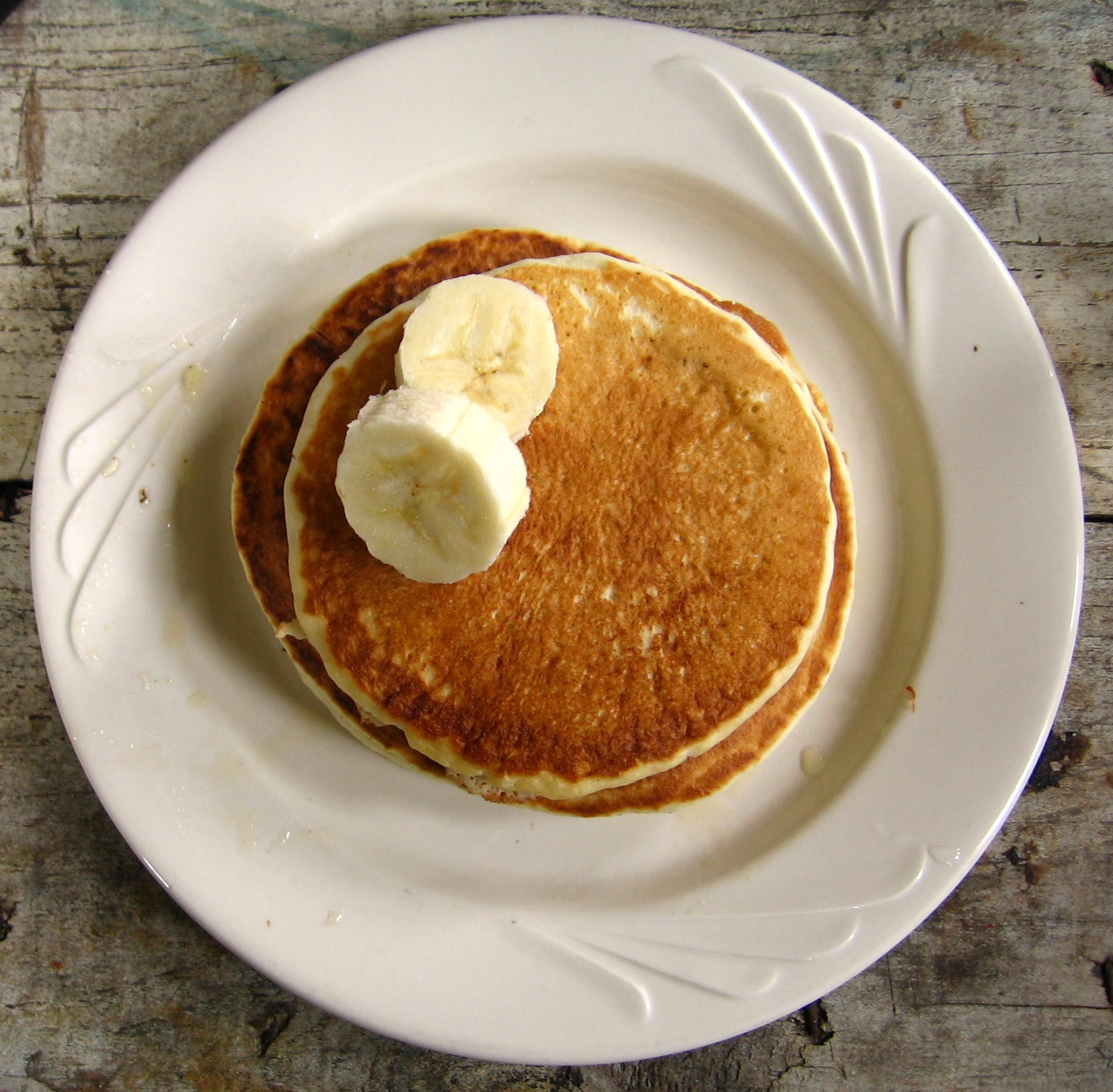
북미에서는 종종 바나나 조각과 함께 팬케이크를 먹는다.

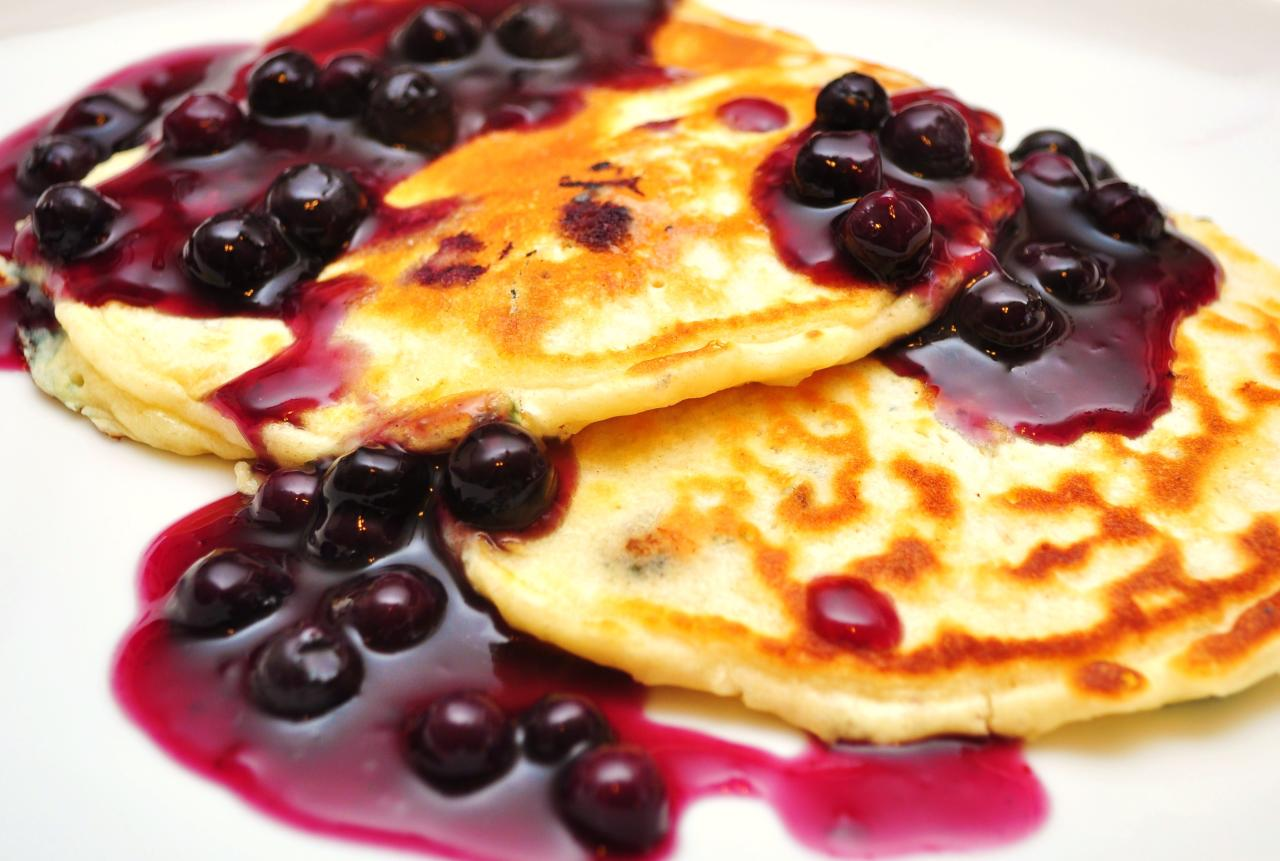
블루베리 팬케이크의 모습.

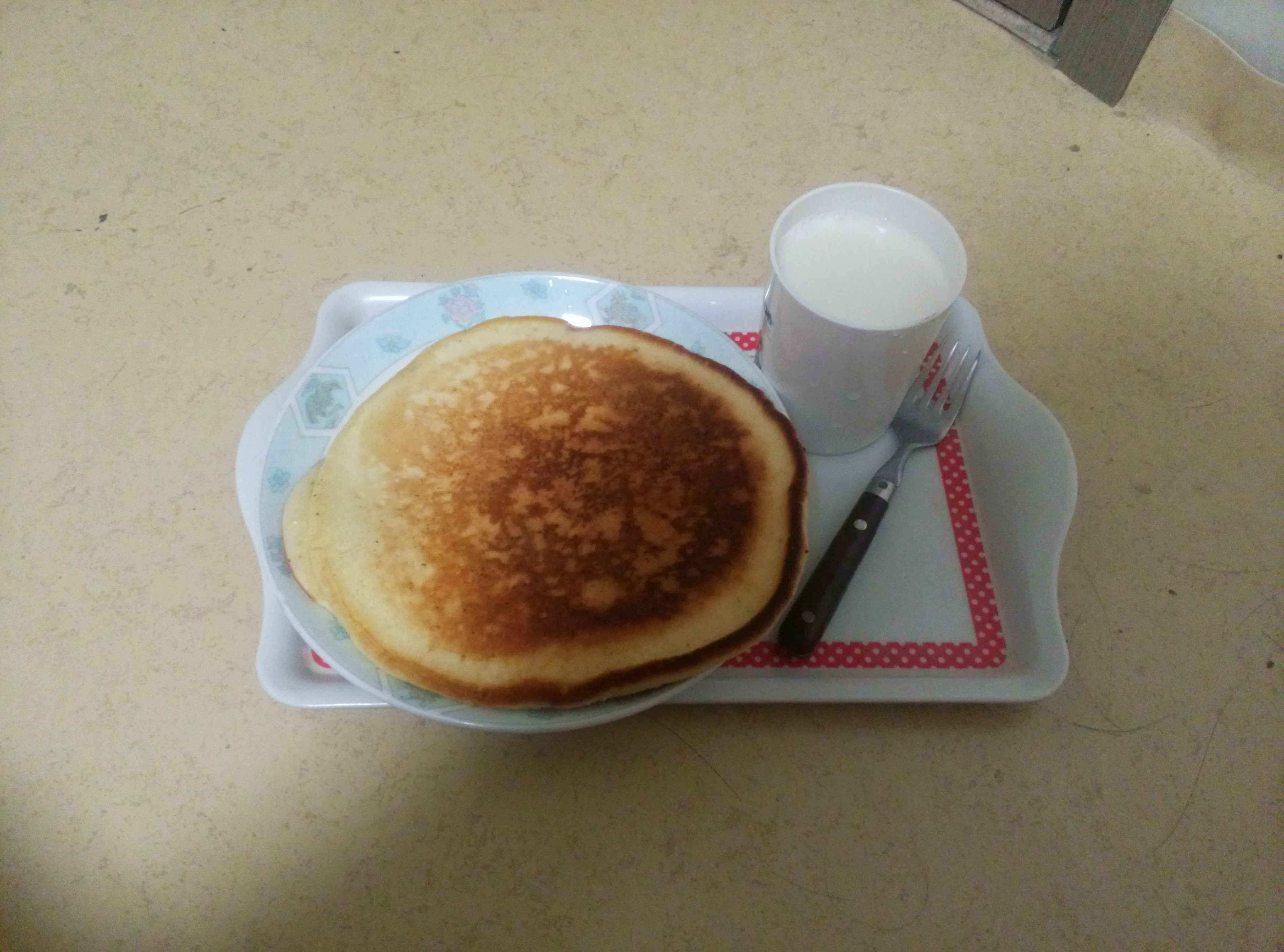
대한민국에서 익히 알려진 팬케이크, 주로 우유와 함께 곁들여 먹는다.

미국에서 팬케이크는 ‘핫케이크’, ‘그리들케이크’, ‘플랩잭’이라고 부르기도 하며, 아침식사로 먹는다. 대부분 베이킹파우더와 같은 팽창제를 포함하며, 달걀과 밀가루, 우유, 혹은 우락유의 다양한 비율의 사용으로 반죽물을 두껍게 만든다. 계피와 설탕이 첨가될 수 있다. 이러한 반죽물은 국자로 뜨거나 혹은 뜨거운 표면 위에 부어서 약 1센티미터의 두께의 원형으로 펴게 한다. 팽창제는 팬케이크의 익히지 않는 면에 공기 방울이 일어나게 하며, 바로 그때 그 팬케이크는 뒤로 뒤집을 때가 된다. 이러한 팬케이크는 식감으로 가벼워서 종종 아침에 메이플 시럽, 버터, 땅콩버터, 또는 과일을 끼얹어서 먹는다.
반죽물에 블루베리, 딸기, 치즈, 베이컨, 바나나, 또는 초콜릿칩 등을 넣어서 달콤하게 만들거나 구수하게 만들 수 있다. 또한 육두구나 계피, 또는 좋아하는 첨가제인 바닐라 추출액 등을 넣어서 풍미를 더욱 좋게 할 수 있다.

##### 미국, 캐나다 변형
‘실버 달러 팬케이크’는 지름이 약 7센티미터인 팬케이크를 일컬으며, 이것은 주로 5개에서 10개 분량으로 먹는다. 이 팬케이크는 크래커나 다른 빵과 같은 음식을 대신하여 전채로 먹기도 한다.

### 유럽

#### 잉글랜드
3가지 주요 재료를 가진다: 일반 밀가루, 계란, 그리고 우유. 반죽물은 상당히 묽으며, 팬을 기울였을 때, 프라이팬의 안쪽에 얇은 층을 형성한다. 케이크를 굽는 동안에 약간의 거품이 생길 수 있고, 거품이 있던 자리에 옅은 팬케이크에 어두운 점이 생기지만 팬케이크가 부풀어오르진 않는다. 이러한 팬케이크는 레몬 즙이나 설탕 등의 전통적인 토핑과 곁들어 달콤한 후식으로 먹거나, 고소한 맛을 내는 소를 채우고, 말아서 주식으로 먹기도 한다. 프라이팬에 요리하는 대신 오븐에 구울 때, 반죽은 부풀어오르는 데, 공기가 반죽안으로 치면서 팽창되기에, 베이킹 파우더가 필요가 없으며, 이것을 요크셔 푸딩이라고 부른다. 잉글랜드 팬케이크는 프랑스의 크레페, 이탈리아의 크레스펠레와 유사하지만, 겉모양으로 봐서 예쁘진 않다.

#### 스코틀랜드

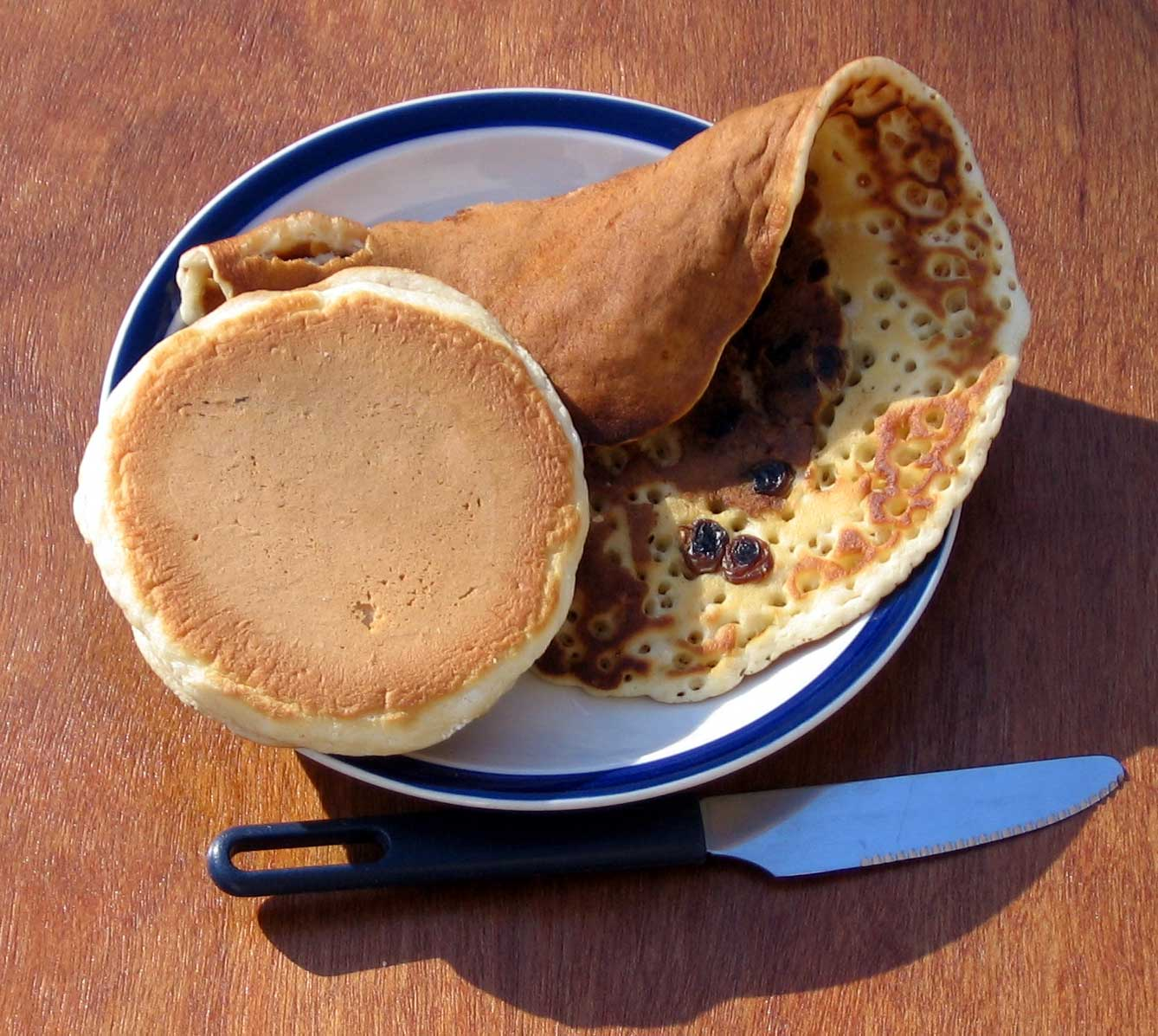
스코틀랜드 팬케이크와 과일 크럼펫.

미국식 팬케이크와 유사하며, 비슷한 방법으로 먹는다. 스코틀랜드 팬케이크는 밀가루, 계란, 설탕과 우유, 우락유로 만든다. 이곳의 팬케이크는 북미의 팬케이크와 유사하지만, 지름이 9센티미터 정도로 작으며, 영국에서는 '스카치 팬케이크' 또는 '드롭스콘'으로 알려져 있다. 전통적인 방법으로 석쇠에 반죽물을 방울처럼 떨어트리기 때문이다. 이들 팬케이크는 잼과 크림, 또는 버터만으로 먹는다. 스코틀랜드의 팬케이크는 차를 마실 때와 후식으로 먹지만, 아침식사로 먹지는 않는다.
건포도를 넣은 팬케이크나 과일 팬케이크로서 만들기도 한다. 스코틀랜드에서 크고 더 얇은 다과용 케이크가 유사한 조리법으로 만들어지는 것을 크럼펫이라고 한다. 이 팬케이크는 석쇠에 한쪽면이 갈색이 될 때까지 구운 뒤, 다른 한쪽을 가볍게 굽는다. 스코치 팬케이크와 크럼펫은 일반 밀가루와 베이킹 소다를 팽창제혼합밀가루를 대신해서 만들기도 한다.

#### 남유럽

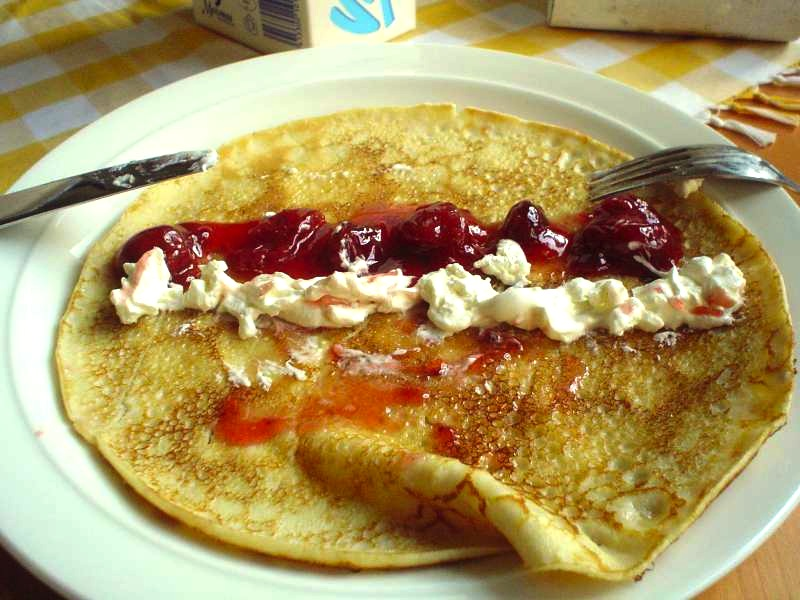
크레페

프랑스와 캐나다, 브라질에서 인기가 있으며, 그곳에서 팬케이크나 크레페로 불린다. 재료는 밀가루, 우유, 계란으로 만든다. 두께가 얇고, 과일, 아이스크림에서 해산물, 그리고 브라질에서는 거의 대부분 간 고기를 사용하는 등 다량의 달콤하고 고소한 맛의 소를 싸서 먹는다.

#### 네덜란드
네덜란드에서는 팬케이크를 (네덜란드어: pannenkoeken)라 불리며, 점심, 저녁에 먹는다. 팬케이크 식당은 인기있는 패밀리 레스토랑으로 다양한 종류의 달콤하거나, 고소한 맛이거나 속을 채운 팬케이크를 판다. pannenkoeken는 크레페보다 약간 두껍고 지름이 27센티미터, 혹은 그보다 더 클 정도록 상당시 크다. 반죽물은 달걀을 기본으로 하며, 속은 잘게 썬 사과, 치즈, 햄, 베이컨, 달게 조린 생강, 그외 다른 많은 재료들이 있으며, 이 중 하나를 쓰거나, 혼합해서 채운다. 뻑뻑한 시럽인 stroop 역시 소로 사용된다. 고전적인 네덜란드의 소로는 베이컨과 stroop을 조합한 것이다.

#### 독일
미국의 팬케이크 가게에서 '저먼' 또는 '더치 베이비 팬케이크'라 부르는 팬케이크는 공기 모양이다. 이 팬케이크는 비록 잼과 카라멜로 조린 사과가 종종 사용되긴 하지만, 대부분 레몬과 가루 설탕과 함께 먹는다. 독일에서 실제로 먹는 팬케이크는 잉글랜드의 팬케이크와 같다. 몇몇 지방에서는 판쿠흔(pfannkuchen)이라 부르며, 베를린, 브란덴부르크, 작센 등의 지방에서는 베를리너 판쿠흔으로 부르며, 도넛의 형태를 가지며, 팬케이크는 아이아쿠흔(eierkuchen)라 부른다. 슈바벤에서는 채썬 팬케이크인 Flädle을 수프와 함께 먹기도 한다.

#### 오스트리아, 체코, 루마니아, 슬로바키아
오스트리아에서는 팬케이크가 팔라트슈잉켄 (palatschinken)로 불리며, 로마니아인의 방식으로 라틴어인 placent에서 유래되었으며, 대부분 살구잼과 초콜릿 소스, 또는 개암 스프레드로 속을 채운다. 유사한 이름의 비슷한 펜케이크가 예전의 오스트리아-헝가리 전역(오늘날의 오스트리아, 슬로베니아, 헝가리, 체코, 슬로바키아, 보스니아, 크로아티아, 세르비아)에서 찾아불 수 있다.

#### 북유럽
북유럽 팬케이크는 프랑스 크레페와 유사하다. 팬케이크는 종종 잼과 아이스크림, 또는 생크림과 함께 곁들어 먹으며, 때로는 주식으로 다양한 구수한 맛을 속을 채운 주요리로 먹기도 한다. 전통적인 스웨덴식 팬케이크는 다른 지방의 팬케이크와 다른 점이 많다. 플레타르(plättar)는 작은 잉글랜드의 팬케이크와 유사하고, 특별한 팬에 여러번 지진다. 다른 변형으로는 독일식 팬케이크와 유사하지만, 튀긴 돼지고기가 반죽물에 들어가며, 오븐에 구워진다. 감자 팬케이크는 ‘라그문크’(raggmunk) 라 불리며 채썬 날감자가 들어가며, 다른 야채가 들어간다. (때때로 팬케이크 반죽물이 생략되며, ‘로라코르’를 만든다) 라그문크와 로라코르는 전통적으로 돼지 껍질과 먹으며 월귤잼과 함께 먹는다. 노르웨이인은 팬케이크에 설탕이나 블루베리잼과 곁들인 것을 좋아하며, 종종 뜨거운 수프와 함께 먹는다. 그들은 라이스 푸딩이나 쌀죽을 상당히 많이 먹는데, 이 남은 음식은 작은 팬케이크로 만들어질 수 있으며, 라페르 (lapper)라 부른다.  스웨덴과 핀란드에서는 목요일에 팬케이크에 노란콩 수프를 먹는 것이 전통이다. 그러나 주중에 다른 요일에도 펜케이크를 먹는지에 대해서는 전국적으로 일치돼 있지 않다.

### 이외

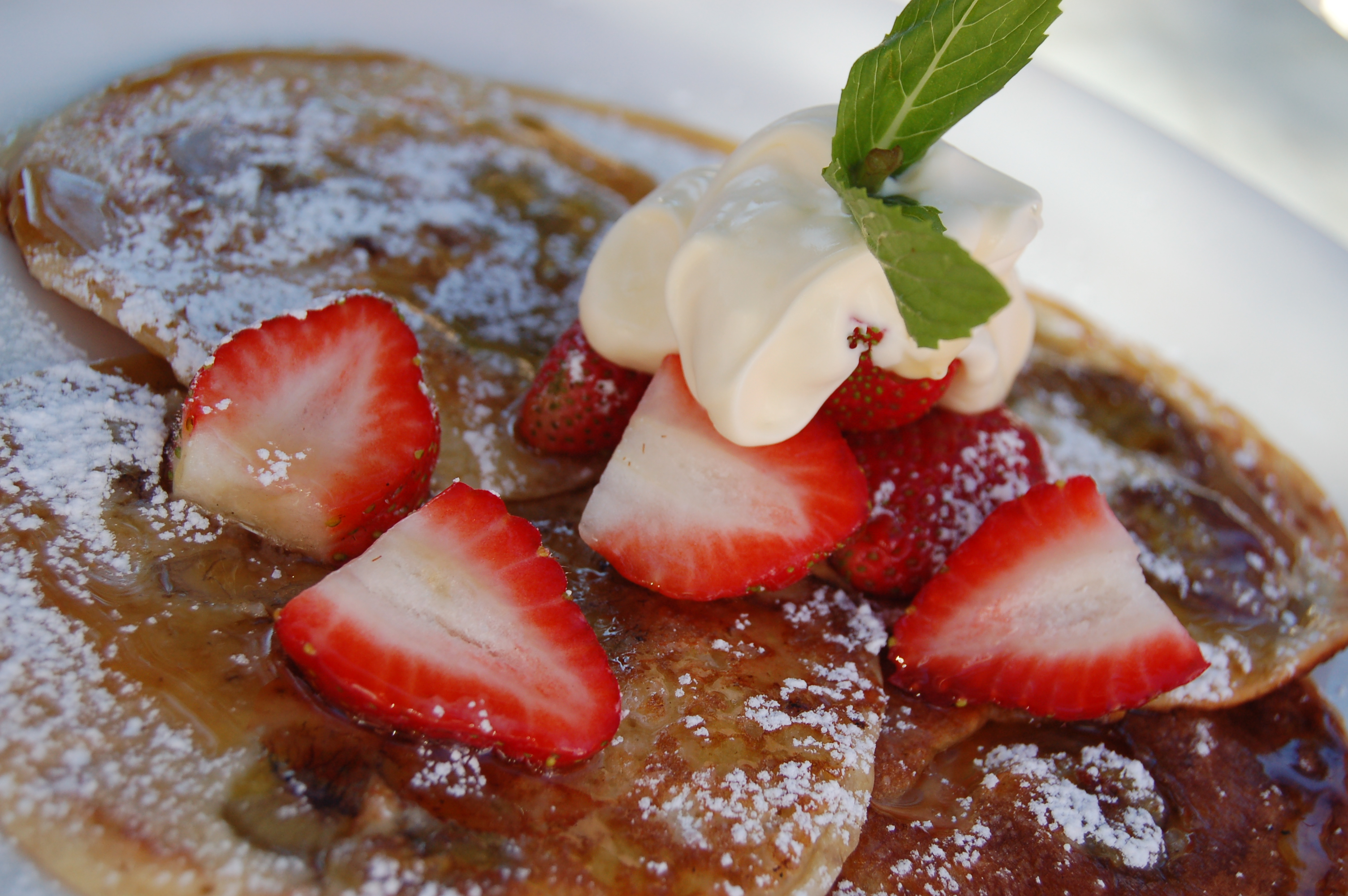
딸기와 크림을 곁들인 팬케이크

필리핀에서 팬케이크는 메이플 시럽 (옥수수 시럽으로 흉내낸 유사품) 등 시럽과 함께 마가린, 설탕, 또는 연유 등과 함께 먹는다. 대부분 팬케이크는 아침으로 먹지만, 가판대에서 작은 크기의 팬케이크를 마가린과 설탕을 위에 넣고, 간식으로 먹는다.
바나나 팬케이크는 특히 타이나, 베트남, 인도, 중국 등의 많은 아시아 국가에서 서구에서 기원한 배낭여행자들의 카페에 인기있는 음식이다.
도사는 인도의 팬케이크로 여겨지며, 이것은 쌀반죽물을 발효하면서 만든다. 우라드 콩과 같은 다른 재료들이 개인의 입맛에 따라 첨가되기도 한다.
북아프리카에서는 므삼만을 먹는다.

## 프랜차이즈 식당
각지에서 1000여개의 점포가 있으며, 하루종일 식사를 제공하는, 아이홉이라 불리는 프랜차이즈 식당에서는 팬케이크가 굉장히 인기가 있다.

## 팬케이크의 날
캐나다, 영국, 아일랜드, 오스트레일리아, 뉴질랜드에서 팬케이크는 전통적으로 팬케이크 데이에 먹으며, 이는 역시 팬케이크 데이로 알려져 있다. 참회 화요일은 미국과 프랑스, 다른 나라에서는 ‘마르디 그라스’(Mardi Gras)와 ‘팻 투스데이’(Fat Tuesday)로 알려져 있다.
역사적으로 팬케이크는 참회 화요일에 만들어져서, 지방질이 많고 영양가 있는 음식들이 사순절 전에 먹었다.

## 같이 보기
- 팬케이크 목록
- 블리니
- 크레프
- 빈대떡
- 전
- 키스티비
- 와플
- 라오빙

## 참고 문헌
- Albala, Ken (2008). 《Pancake: A Global History》. Reaktion Books. ISBN 978-1-86189-392-5. (At press.uchicago.edu via archive.org.)
- “Olin College students create machine that makes pancakes”, 《Boston Globe》, 2016년 1월 20일, Device that automatically 'prints' pancakes onto a griddle based on images designed on a computer screen